# Братська могила радянських воїнів на Воронівському кладовищі
Братська могила радянських воїнів, загиблих у межах міста Новомосковська Дніпропетровської області у 1943—1945 роках — пам'ятка історії місцевого значення, розташована на головній алеї Воронівського цвинтаря, на самому її початку, ліворуч від входу.

## Опис
На гранітному цоколі 1,06 х 0,6×0,2 м. встановлена стела 1,76 х 0,78×0,28 м. із сірого граніту. На лицевій полірованій поверхні стели написано: «Воинам-Освободителям от Новомосковцев».
Перед стелою покладено 12 надмогильних плит із рожевого граніту, на яких написано прізвища похованих та намальована невеличка п'ятикутна зірка і гілочка з листячком.
Братська могила занесена до книги Державного реєстру нерухомих пам'яток історії за № 6334.